# مصدر ميمي
المصدر الميمي هو مصدر أو اسم جامد مشتق من لفظ الفعل يدل على حدث غير مقترن بزمن مبدوء بميم زائدة تميزه عن المصدر العادي، ولا يختلفان في المعنى لكن المصدر الميمي أقوى دلالة على الحدث مِن المصدر الأصلي. أو هو اسم دل على المعنى المجرد من الزمن مثل المصدر.
المصدر الميمي أوزانه وطريقته هي نفس أوزان وطريقة صوغ اسمي الزمان والمكان (في الثلاثي وغير الثلاثي)، واسم المفعول من غير الثلاثي، ويختلف في أنه يمكن إحلال المصدر العادي محله.

## صَوْغُه
يصاغ من الثلاثي على وزن مَفْعَل أو مَفْعِل، نحو: [مَشْرَب، مَجْلَس، مَوْعِد، مَوْضِع، مَوْقِع، موعَى، مأوَى، ...] تقول:
ويصاغ من غير الثلاثي على وزن اسم المفعول نفسِه. نحو: [مُدَحْرَج، مُقاتَل، مُسْتَخْرَج...]. أو يأتي من غير الثلاثي على وزن الفعل المضارع مع إبدال حرف المضارعة ميماً مضمومة وفتح ما قبل الآخر. فنقول:
أخرج: مُخْرَج، أقام : مُقام، استغفر : مُستغفَر.